# Alfredo Obberti
Alfredo Domingo Obberti (Buenos Aires, 12 de agosto de 1945-5 de julio de 2021) fue un futbolista argentino que jugaba de delantero. Jugó en varios clubes de Argentina y en el Grêmio, en Brasil.

## Carrera deportiva
Obberti hizo su debut profesional en 1962 jugando para Huracán, pasó una temporada en Colón en 1965 antes de volver a Huracán en 1966. En 1968, Obberti se unió a Los Andes, donde se convirtió en el máximo goleador de la Argentina en el Torneo Metropolitano de 1968 con 13 goles. En 1969 regresó a Huracán.
En 1970, Obberti se unió a Newell's Old Boys donde se convirtió otra vez en el máximo goleador en Argentina con 10 goles. En 1972 se unió a Grêmio, volviendo a Newell's en 1974, en ese año, en una campaña histórica Newell's Old Boys se consagra campeón argentino de primera división por primera vez en su historia y frente a su más enconado y acérrimo rival, el vecino de la ciudad, el Rosario Central y en su propia cancha, el resultado fue 2-2, ese punto y empate le alcanzó para llegar al campeonato y la gloria futbolística. 
En sus años con Newell's marcó 89 goles en 147 partidos para hacer de él en los clubes el tercer máximo goleador de todos los tiempos.

## Clubes
| Equipo            | País      | Año       |
| ----------------- | --------- | --------- |
| Huracán           | Argentina | 1962-1965 |
| Colón             | Argentina | 1965-1966 |
| Huracán           | Argentina | 1966-1968 |
| Los Andes         | Argentina | 1968-1969 |
| Huracán           | Argentina | 1969-1970 |
| Newell's Old Boys | Argentina | 1970-1972 |
| Grêmio            | Brasil    | 1972-1973 |
| Newell's Old Boys | Argentina | 1974-1975 |

## Palmarés

### Campeonatos nacionales
| Título           | Equipo            | País      | Año  |
| ---------------- | ----------------- | --------- | ---- |
| Primera División | Newell's Old Boys | Argentina | 1974 |

### Distinciones individuales
| Distinción                                        | Año    |
| ------------------------------------------------- | ------ |
| Máximo goleador de la Primera División (13 goles) | M-1968 |
| Máximo goleador de la Primera División (10 goles) | N-1971 |